# Gongjo
Gongjo (공조?, 共助?, KongchoMR), noto anche con il titolo internazionale Confidential Assignment, è un film del 2017 diretto da Kim Sung-hoon.

## Trama
Un agente nordcoreano e uno sudcoreano si ritrovano a collaborare insieme, con lo scopo di catturare, entro tre giorni, un pericoloso terrorista.